# Augochlora engys
Augochlora engys är en biart som först beskrevs av Joseph Vachal 1911.  Augochlora engys ingår i släktet Augochlora och familjen vägbin. Inga underarter finns listade.